# NGC 9
NGC 9 je spiralna galaksija v ozvezdju Pegaza. Njen navidezni sij je 14,35m. Od Sonca je oddaljena približno 58 milijonov parsekov, oziroma 189,17 milijonov svetlobnih let.
Galaksijo je odkril Otto Vasiljevič Struve 27. septembra 1865.